# Asterix och skatten
Asterix och skatten (fr. Astérix et le chaudron) är det trettonde i en serie av klassiska seriealbum, skrivna av René Goscinny och illustrerade av Albert Uderzo, båda fransmän, vars huvudperson är den modige gallern Asterix. Serierna publicerades ursprungligen 31 oktober 1968–3 april 1969, och som seriealbum på franska 1969.
Från och med detta album kommer de svenska Asterix-albumen ut i riktig kronologisk ordning.

## Handling
En annan gallisk bys invånare kommer på besök och berättar att Julius Caesar beskattar dem hårt för att kunna erövra större områden. Deras hövding, Moralelastix, ber att få förvara sina pengar i Majestix' by. Majestix sätter Asterix att bevaka skatten, men på något sätt försvinner pengarna. 
För att bevara byns heder blir därför Asterix förvisad därifrån tills han lyckas skaffa tillbaka pengarna – och får Obelix med sig. Tillsammans försöker de ta reda på hur romarna kunde ta sig in i byn och stjäla skatten utan att Asterix märkte det. Men romarna har inga pengar, och inte piraterna heller. Så för första gången blir Asterix och Obelix tvungna att jobba för att få ihop en ny skatt.